# Horst Nemec
Horst Nemec (né le 25 janvier 1939 à l'époque en Allemagne nazie et aujourd'hui en Autriche) est un joueur de football international autrichien, qui évoluait au poste d'attaquant.

## Biographie

### Carrière en club
Horst Nemec joue 220 matchs et inscrit 146 buts en première division autrichienne avec les clubs de l'Austria Vienne et du First Vienna. Il réalise sa meilleure performance lors de la saison 1960-1961, où il inscrit 31 buts en championnat. 
Au sein des compétitions européennes, il joue 10 matchs en Coupe d'Europe des clubs champions, inscrivant cinq buts, et deux rencontres en Coupe des Coupes. En 1960, il participe à la toute première édition de la Coupe des Coupes, disputant deux matchs face au club anglais du Wolverhampton Wanderers FC. Le 5 septembre 1962, il marque un triplé lors du premier tour de la Coupe d'Europe des clubs champions, face au club finlandais d'Helsingfors IFK.

### Carrière en sélection
Horst Nemec reçoit 29 sélections et inscrit 16 buts en équipe d'Autriche entre 1959 et 1966. Toutefois, certaines sources font mention de seulement 15 buts.
Il joue son premier match en équipe nationale le 23 septembre 1959, contre la Norvège. Il inscrit un doublé lors de cette rencontre rentrant dans le cadre des éliminatoires du championnat d'Europe 1960 (victoire 5-2 à Vienne).
Le 24 avril 1963, il inscrit un triplé en amical contre la Tchécoslovaquie (victoire 3-1 à Vienne). Il marque ensuite un doublé contre la Yougoslavie en date du 27 septembre 1964, pour une nouvelle victoire 3-2 à Vienne.
Il reçoit sa dernière sélection le 5 septembre 1965, contre la Hongrie, lors des éliminatoires du mondial 1966 (victoire 3-0 à Budapest).
A deux reprises, il est capitaine de la sélection autrichienne, lors de rencontres amicales face à l'Italie en novembre 1962 et décembre 1963.

## Palmarès
Rapid Vienne
- Championnat d'Autriche (3) :
  - Champion : 1960-61, 1961-62 et 1962-63.
  - Vice-champion : 1963-64.
  - Meilleur buteur : 1960-61 (31 buts), 1961-62 (24 buts) et 1963-64 (21 buts).

- Championnat d'Autriche (4) :
  - Vainqueur : 1959-60, 1961-62, 1962-63 et 1966-67.
  - Finaliste : 1963-64.